# Mandalarthiri Stadium
Das Mandalarthiri Stadium ist ein Fußballstadion in Mandalay, der zweitgrößten Stadt in Myanmar. Es wird als Heimspielstätte des Fußballvereins ISPE FC (Institute of Science & Physical Education Football Club) genutzt. Die Anlage hat eine Kapazität von 31.270 Personen. 